# Sabahudin Kurt
Sabahudin Kurt, né le 18 juillet 1935 à Sarajevo (alors en Yougoslavie) et mort le 30 mars 2018 dans la même ville, est un chanteur de folk bosnien.
Il est notamment connu pour avoir représenté la Yougoslavie au Concours Eurovision de la chanson 1964 à Copenhague avec la chanson Život je sklopio krug.